# San Mango Cilento
San Mango Cilento es una localidad italiana perteneciente a la comuna de Sessa Cilento, provincia de Salerno, en la región Campania.
El pueblo dista 1,9 kilómetros de la ciudad de Sessa Cilento y 76 kilómetros de Salerno.
San Mango Cilento se encuentra a 560 metros sobre el nivel del mar y tiene aproximadamente 600 habitantes.